# Мелетское сельское поселение
Мелетское сельское поселение — муниципальное образование в составе Малмыжского района Кировской области России.
Центр — деревня Мелеть.

## История
Мелетское сельское поселение образовано 1 января 2006 года согласно Закону Кировской области от 07.12.2004 № 284-ЗО.

## Население
| 2010 | 2012 | 2013 | 2014 | 2015 | 2016 | 2017 |
| ---- | ---- | ---- | ---- | ---- | ---- | ---- |
| 364  | ↘327 | ↘319 | ↘309 | ↘301 | ↘293 | ↘279 |
| 2018 | 2019 | 2020 | 2021 |      |      |      |
| ↘266 | ↘259 | ↘252 | ↘191 |      |      |      |

## Состав сельского поселения
В состав сельского поселения входят 5 населённых пунктов
| № | Населённый пункт | Тип населённого пункта          | Население |
| - | ---------------- | ------------------------------- | --------- |
| 1 | Аргыж            | деревня                         | 21        |
| 2 | Весёлая Горка    | деревня                         | 60        |
| 3 | Дмитриевка       | деревня                         | 11        |
| 4 | Захватаево       | деревня                         | 49        |
| 5 | Мелеть           | деревня, административный центр | 223       |